# Жари (Конотопський район)
Жари́ —  село в Україні, у Новослобідській сільській громаді Конотопського району Сумської області. Населення становить 35 осіб. До 2017 орган місцевого самоврядування — Червоноозерська сільська рада.

## Географія
Село Жари знаходиться за 5 км від правого берега річки Сейм. На відстані 1,5 км розташовані села Білогалиця і Червоне Озеро. По селу протікає пересихаючий струмок з загатою.

## Історія
12 червня 2020 року, відповідно до розпорядження Кабінету Міністрів України № 723-р «Про визначення адміністративних центрів та затвердження територій територіальних громад Сумської області», село увійшло до складу Новослобідської сільської громади.
19 липня 2020 року, в результаті адміністративно-територіальної реформи та ліквідації Путивльського району, увійшло до складу новоутвореного Конотопського району.